# Павлович, Дамьян
Да́мьян Па́влович (серб. Damjan Pavlovic; род. 9 июля 2001) — бельгийский футболист сербского происхождения, полузащитник клуба «Риека».

## Футбольная карьера
Дамьян начинал заниматься футболом в команде «Эйпен», куда его привели в 5 лет. В 7 лет Дамьян перебрался в академию льежского «Стандарда». Прошёл путь через все юношеские и молодёжные команды до главной. Дебютировал за неё в сезоне 2020/2021. Первый матч в профессиональном футболе провёл 20 сентября 2021 года в поединке Лиги Жюпиле против «Кортрейка». Дамьян вышел на поле в стартовом составе и был заменён на 62-й минуте. Всего в дебютном сезоне Дамьян провёл 9 встреч, в 3 из них появляясь в стартовом составе. Вместе с командой дошёл до финала Кубка Бельгии, провёл в турнире 4 встречи, однако в финальном поединке не участвовал.
Выступал за сборные Бельгии среди юношей до 15 и до 16 лет.

## Достижения
- Кубок Бельгии
  - Финалист: 2020/21

## Статистика выступлений
| Клуб             | Сезон            | Лига             | Лига  | Лига | Кубок | Кубок | Междунар. | Междунар. | Всего | Всего |
| Клуб             | Сезон            | Лига             | Матчи | Голы | Матчи | Голы  | Матчи     | Голы      | Матчи | Голы  |
| ---------------- | ---------------- | ---------------- | ----- | ---- | ----- | ----- | --------- | --------- | ----- | ----- |
| Стандард Льеж    | 2020/2021        | Лига Жюпиле      | 9     | 0    | 4     | 0     | 0         | 0         | 13    | 0     |
| Стандард Льеж    | 2021/2022        | Лига Жюпиле      | 1     | 0    | 0     | 0     | 0         | 0         | 1     | 0     |
| Всего за карьеру | Всего за карьеру | Всего за карьеру | 10    | 0    | 4     | 0     | 0         | 0         | 14    | 0     |